# Водяне (Павлоградський район)
Водяне́ — село в Україні, у Павлоградському районі Дніпропетровської області. Входить до складу Юр'ївської селищної громади. До 2020 орган місцевого самоврядування — Новов'язівська сільська рада. Населення за переписом 2001 року становить 563 особи.

## Походження назви
В балці, що серед села, було багатоводдя. Понад балкою тягнувся шлях. Всі, хто проходив, чи проїжджав мимо балки любувались красою і пили смачну джерельну воду. Тому й прозвали це місце Водяне.

## Географія
Село Водяне розташоване за 3 км від лівого берега річки В'язівок, на відстані 2,8 км від села Зарічне і за 4 км від села Новов'язівське. У селі бере початок балка Водяна.

## Історія
Десь у 16 столітті, на родючих берегах річки, з'явився перший зимівник козаків, які займалися землеробством, скотарством, риболовством і бджільництвом. Пізніше почали поселятися вільні козаки, утворився хутір, який став називатися селом. Остаточне заселення почалося в кінці 18 століття, коли набрало повного розмаху закріплення селян лівобережної України. Вільні поселення мали землю, господарство, млини. В селі існувала земельна община, бо говорять, що село ніколи не було панським. Були бідні й багатші, були й такі, які зовсім не мали тяглової сили й свої наділи землі віддавали на обробіток.
Всі мешканці села були віруючими. Ще за часів гетьмана Мазепи в селі було збудовано церкву і школу. Близько 1898 року в селі була збудована дерев'яна церква, яка перед війною 1914 року згоріла, потім побудували кам'яну (недалеко від місця, де зараз знаходиться школа), але в 30 –ті роки її зруйнували.
Село було поділене на отруби. На пагорбі — Завгородні, на балці — Балкові, у кінці — Шевелівське.
Село славилося своїми звичаями та обрядами, які глибоко шанувалися у кожній родині. Свідки розповідали, що приблизно з 1909 року життя в селі почало гіршати. У 1914 році чоловіків було відправлено на війну. Весь тягар ліг на плечі жінок і дітей.
Зазнало село й горя під час голодомору 1932—1933 років.
З перших днів Німецько-радянської війни жителі села пішли на фронт. Вивозили до Німеччини молодих дівчат на каторжні роботи. 77 водянців не повернулися до рідних домівок. В селі господарювали німці та їх наглядач Харитон Жуль(Розповідають, що він багатьох дівчаток врятував від каторжних робіт. Після війни був Харитон Жуль засуджений, пізніше повернувся до рідного села, працював сторожем, жив по вулиці Дзержинського, де зараз живе ковбаса Надія. У 1978 році забрали його діти до міста, там і помер.) За непокору карали нагаями. Село звільнили від німецьких загарбників 18 вересня 1943 року. Багато осель під час звільнення було спалено німцями.
Після війни почалася відбудова. Довгий час був колгосп «Комунар», який об'єднав села Водяне, Зарічне, Дубове. Першим головою колгоспу був двадцятип'ятитисячник Устименко Іван Павлович. За ним колгоспом керували: Притула Корній Герасимович, Лантух Саміло Самілович,
1961 рік — Вороб'єва Валентина Антонівна, 1962—1974 — Гладун Олексій Леонтійович, 1974—1976 — Дмитриченко Леонід Іванович. 3 березня 1976 року «Комунар» об'єднали з «Прогресом», головою працював Книш Павло Іванович. (землі було 6,4 тис. га). З 1 квітня 2000 року народилося ТОВ «ЛАН», директор Маловік Сергій Володимирович.
12 червня 2020 року, відповідно до розпорядження Кабінету Міністрів України № 709-р «Про визначення адміністративних центрів та затвердження територій територіальних громад Дніпропетровської області», увійшло до складу Юр'ївської селищної громади.
19 липня 2020 року, в результаті адміністративно-територіальної реформи та ліквідації Юр'ївського району, село увійшло до складу Павлоградського району.

## Заклади соціально— культурної сфери
1.Водянська загальноосвітня школа І-ІІ ступенів;
2.Водянський ФАП;
3.Водянський сільський клуб;
4.Водянська сільська бібліотека.

## Пам'ятки
- Група могил воїнів Громадянської та Великої Вітчизняної воєн і пам’ятний знак односельчанам у с. Водяне